# Chris Poźniak
Krzysztof Poźniak, detto Chris (Cracovia, 10 gennaio 1981), è un ex calciatore polacco naturalizzato canadese, di ruolo difensore.

## Biografia
Emigra in Canada dalla Polonia all'età di 9 anni con tutta la sua famiglia